# Planet Coaster
Planet Coaster est un jeu vidéo de simulation et de gestion développé et édité par Frontier Developments pour Microsoft Windows, sorti le 17 novembre 2016. Le jeu est le successeur spirituel de RollerCoaster Tycoon 3, un jeu également développé par ce studio. Depuis le 10 novembre 2020 le jeu est désormais disponible sur console next-gen. Une suite du jeu, intitulée Planet Coaster 2, est sortie le 6 novembre 2024.

## Système de jeu
Planet Coaster est un jeu vidéo de simulation de gestion de parc d'attractions. Similaire à son prédécesseur spirituel, le jeu permet aux joueurs de construire des montagnes russes complexes, des attractions diverses, d'installer des éléments de décor et de gérer financièrement son propre parc.

## Développement
Avant le développement de Planet Coaster, Frontier Developments s'était déjà occupé d'autres jeux vidéo de simulation de gestion, comme Thrillville ou encore RollerCoaster Tycoon 3 qui a eu un grand succès en 2004, avec environ 10 millions de copies écoulées. Planet Coaster ne fait pas partie de la saga RollerCoaster Tycoon et n'est donc pas considéré comme la suite directe de RollerCoaster Tycoon 3 ; Frontier Developments ayant considéré que la série des « Tycoon » s'était essoufflée et n'était plus à la hauteur des attentes des joueurs, comme avec RollerCoaster Tycoon 4: Mobile, qui fut très mal reçu.
Le jeu a été annoncé le 29 janvier 2015 par Frontier Developments. Nommé à la base Coaster Park Tycoon, le jeu change de nom le 16 juin 2015, lors du PC Gaming Show de l'E3 2015. Le jeu utilisera une version avancée du Cobra Engine, un moteur développé par Frontier Developments et ayant déjà fait ses preuves sur des jeux comme Elite: Dangerous ou RollerCoaster Tycoon 3. Le jeu inclura un hybride courbe/pièce-par-pièce pour la création de montagnes russes, comme pour RollerCoaster Tycoon World, un éditeur de terrain, ou encore la possibilité de créer des bâtiments décoratifs. Le 22 mars 2016, le jeu est disponible en version alpha. Le 17 août 2016, les développeurs ont annoncé au salon de la Gamescom 2016 que la date de sortie du jeu officiel sera le 17 novembre 2016. Le 24 septembre, Frontier a annoncé à la EGX 2016 que tous les joueurs ayant pré-commandé Planet Coaster et le pack "Thrillseeker Edition" pourraient avoir accès a la bêta officielle du jeu. La bêta a été lancée le 9 novembre 2016.
Le jeu sort officiellement le 17 novembre 2016 sur PC.
En novembre 2019, Frontier Developments annonce un portage sur console, avec Planet Coaster : Console Edition. Ces versions sortent le 10 novembre 2020 sur Playstation 4 et Xbox One.

## Extensions
| Nom                                        | Date de sortie    |
| ------------------------------------------ | ----------------- |
| Kit de construction Retour vers le futur   | 21 juillet 2017   |
| Kit de construction Knight Rider - K.I.T.T | 21 juillet 2017   |
| Kit de construction Les Monstres           | 21 juillet 2017   |
| Spooky Pack                                | 25 septembre 2017 |
| Adventure Pack                             | 18 décembre 2017  |
| Studios Pack                               | 27 mars 2018      |
| Vintage Pack                               | 10 juillet 2018   |
| World's Fair Pack                          | 16 octobre 2018   |
| Magnificent Rides Collection               | 18 décembre 2018  |
| Classic Rides Collection                   | 16 avril 2019     |
| SOS Fantômes                               | 4 juin 2019       |

## Ventes
En août 2017, le jeu s'est vendu à un million d'exemplaires. En novembre 2019, le jeu a dépassé les deux millions d'exemplaires sur PC. En novembre 2020, le jeu franchit les trois millions d'exemplaires toutes plateformes confondues.

## Suite
Une suite, Planet Coaster 2, est sortie à l’automne 2024. Cette suite permet aux joueurs de construire un parc aquatique, avec la possibilité de construire des piscines et divers toboggans aquatiques,.